# Californium(III)-fluorid
Californium(III)-fluorid ist eine chemische Verbindung bestehend aus den Elementen Californium und Fluor. Es besitzt die Formel CfF3 und gehört zur Stoffklasse der Fluoride.

## Eigenschaften
Californium(III)-fluorid ist ein gelbgrüner Feststoff und besitzt zwei kristalline Strukturen, die temperaturabhängig sind. Bei niedrigen Temperaturen ist die orthorhombische Struktur (YF3-Typ) zu finden mit: a = 665,3(3) pm, b = 703,9(1) pm und c = 439,3(3) pm. Bei höheren Temperaturen bildet es ein trigonales System (LaF3-Typ) mit: a = 694,5(3) pm und c = 710,1(2) pm. Hierbei ist jeder Californiumkern von neun Fluorkernen in einer verzerrten dreifach-überkappten trigonal-prismatischen Struktur umgeben.